# Àliga cuabarrada
L'àguila cuabarrada o àguila perdiguera (Aquila fasciata) és un gran ocell rapinyaire de la família dels accipítrids (Accipitridae). Tot i que globalment, el seu estat de conservació es considera de risc mínim, a Catalunya es troba en perill crític i a Europa en perill.
És una mica més petit que l'àguila daurada. Els trets que ens permeten diferenciar l'àliga perdiguera dels altres rapinyaires són els següents: una taca blanca a l'esquena que contrasta amb la resta de l'esquena de color marró xocolata; la panxa blanca amb un pigallat marró del coll fins a la panxa. També es pot destacar per la cua amb barra terminal fosca, d'on ve que se la conegui com a àguila cuabarrada o, a les Illes Balears, àguila coabarrada. Els joves presenten un altre tipus de plomatge, de color vermellós.

## Descripció i ecologia
Té una envergadura entre 150 i 170 cm.
És un ocell característic de les regions semiàrides i càlides del Paleàrtic. A Europa la trobem nidificant a les serres mediterrànies de clima suau. Als Països Catalans es distribueix a les muntanyes mitjanes: n'ateny les màximes densitats a la serralada Prelitoral. A Catalunya n'hi ha unes 65 parelles nidificants (2006). A Mallorca, on n'hi ha un projecte de reintroducció, es va extingir com a ocell nidificant a la dècada de 1970.
Nidifica preferentment en cingleres i caça en terrenys oberts com garrigues, àrees de vegetació laxa. S'alimenta d'un grup restringit de vertebrats, com mamífers, aus i alguns rèptils. La posta normalment varia entre 1 i 2 ous, excepcionalment 3 en casos de molta disponibilitat d'aliment.
Les seves poblacions han patit una davallada considerable en les darreres dècades.
Aquesta àguila té molts noms als Països Catalans, entre els quals hi ha: àguila perdiguera, àguila cuabarrada, àguila de panxa blanca, àguila gallinera o àguila astorenya.